# Aeletes simpliculus
Aeletes simpliculus är en skalbaggsart som först beskrevs av Sylvain Auguste de Marseul 1856.  Aeletes simpliculus ingår i släktet Aeletes och familjen stumpbaggar. Inga underarter finns listade i Catalogue of Life.